# Plectris violascens
Plectris violascens är en skalbaggsart som beskrevs av Blanchard 1851. Plectris violascens ingår i släktet Plectris och familjen Melolonthidae. Inga underarter finns listade i Catalogue of Life.